# García de Santa María Mendoza y Zúñiga
García de Santa María Mendoza y Zúñiga, O.S.H. (Alcalá de Henares, ? - Ciudad de México, 5 de octubre de 1606) fue el V Arzobispo de México desde 1600 hasta su muerte.

## Primeros años
Nació en la villa de Alcalá de Henares y fueron sus padres Lope de Mendoza y Beatriz de Zúñiga. No se conoce la fecha exacta de su nacimiento. 
Ingresó a la Orden de San Jerónimo profesando sus votos en el convento de San Bartolomé de Lupiana. Fue alumno y lector en el colegio de San Antonio de Porta Coeli de la ciudad de Sigüenza. 
Fue elegido tres veces prior del monasterio de San Miguel del Monte y una del de San Isidro del Campo, de la ciudad de Sevilla. 
Fue visitador de los conventos de su orden en Andalucía y fue por último electo general de su orden el 7 de mayo de 1591.
| Predecesor: Alonso Fernández de Bonilla | Arzobispo de México 1600 - 1606 | Sucesor: García Guerra |